# Europese kampioenschappen kortebaanzwemmen 2011
De Europese kampioenschappen kortebaanzwemmen 2011 werden van donderdag 8 tot en met zondag 11 december 2011 georganiseerd in het Poolse Szczecin.

## Wedstrijdschema
| Donderdag 08/12 | Vrijdag 09/12 | Zaterdag 10/12 | Zondag 11/12 |
| --- | --- | --- | --- |
| Series vanaf 9:30 uur lokale tijd | | | |
| 50 m vrij mannen 50 m school vrouwen 200 m wissel mannen 100 m rug vrouwen 200 m rug mannen 100 m vlinder mannen 200 m vlinder vrouwen 100 m school mannen 200 m wissel vrouwen 400 m vrij mannen 100 m vrij vrouwen 4×50 m wissel mannen                                                                        | 50 m rug mannen 50 vlinder vrouwen 400 m wissel mannen 100 m wissel vrouwen 200 m school vrouwen 100 m vrij mannen 4×50 m vrij vrouwen 800 m vrij vrouwen | 50 m rug vrouwen 50 m school mannen 400 m vrij vrouwen 100 m rug mannen 100 m school vrouwen 100 m wissel mannen 100 m vlinder vrouwen 200 m vlinder mannen 4×50 m wissel vrouwen 1500 m vrij mannen | 50 vrij vrouwen 50 vlinder mannen 400 m wissel mannen 200 m school mannen 200 m vrij vrouwen 200 m vrij mannen 200 m rug vrouwen 4×50 m vrij mannen |
| Finales - vanaf 17:00 uur lokale tijd | | | |
| HF 50 m vrij mannen HF 50 m school vrouwen F 400 m vrij mannen F 200 m rug mannen HF 100 m rug vrouwen HF 100 m vlinder mannen F 200 m wissel vrouwen HF 100 m school mannen F 200 m vlinder vrouwen F 200 m wissel mannen HF 100 m vrij vrouwen F 50 m vrij mannen F 50 m school vrouwen F 4×50 m wissel mannen | SS 800 m vrij vrouwen HF 50 m rug mannen HF 50 vlinder vrouwen F 400 m wissel mannen F 200 m school vrouwen F 100 m school mannen F 100 m vrij vrouwen HF 100 m vrij mannen F 100 m rug vrouwen F 100 m vlinder mannen HF 100 m wissel vrouwen F 50 vlinder vrouwen F 50 m rug mannen F 4×50 m vrij vrouwen | SS 1500 m vrij mannen HF 50 m rug vrouwen HF 50 m school mannen F 400 m vrij vrouwen HF 100 m wissel mannen HF 100 m school vrouwen HF 100 m rug mannen F 100 m wissel vrouwen F 200 m vlinder mannen HF 100 m vlinder vrouwen F 100 m vrij mannen F 50 m rug vrouwen F 50 m school mannen F 4×50 m wissel vrouwen | HF 50 vrij vrouwen HF 50 vlinder mannen F 400 m wissel mannen F 200 m school mannen F 200 m vrij vrouwen F 100 m wissel mannen F 100 m vlinder vrouwen F 200 m vrij mannen F 100 m school vrouwen F 100 m rug mannen F 200 m rug vrouwen F 50 vrij vrouwen F 50 vlinder mannen F 4×50 m vrij mannen |

## Selecties

### België
De Belgische zwembond selecteerde acht zwemmers voor dit toernooi, zeven mannen en één vrouw.
Mannen
- Jasper Aerents
- Jonas Coreelman
- Louis Croenen
- François Heersbrandt
- Raf Vandevelde
- Emmanuel Vanluchene
- Renaud Verjans

Vrouwen
- Fanny Lecluyse

### Duitsland
Mannen
- Steffen Deibler (Hamburger SC)
- Markus Deibler (Hamburger SC)
- Tim Wallburger (SG Neukölln)
- Robin Backhaus (SG Neukölln)
- Tom Siara (SG Neukölln)
- Yannick Lebherz (DSW 1912 Darmstadt)
- Marco Koch (DSW 1912 Darmstadt)
- Paul Biedermann (SV Halle/Saale)
- Christian Kubusch (SC Magdeburg)
- Stefan Herbst (SSG Leipzig)
- Christian Diener (PSV Cottbus 90)
- Erik Steinhagen (SG Essen)
- Jan-Philip Glania (SG Frankfurt)

Vrouwen
- Dorothea Brandt (SG Neukölln)
- Britta Steffen (SG Neukölln)
- Daniela Schreiber (SV Halle/Saale)
- Theresa Michalak (SV Halle/Saale)
- Silke Lippok (SSG Pforzheim)
- Jenny Mensing (SC 1911 Wiesbaden)
- Isabelle Härle (SV Nikar Heidelberg)
- Daniela Götz (VfL Waiblingen)
- Franziska Hentke (SC Magdeburg)
- Paulina Schmiedel (SG Essen)
- Doris Eichhorn (Aqua Berlin)

### Italië
Mannen
- Nicolo Beni (Esercito/Fiorentina Nuoto)
- Federico Bocchia (Esercito/NC Parma 91)
- Piero Codia (CC Aniene)
- Daniele Cremonesi (Forum SC)
- Alessandro Cuoghi (Rane Rosse Aqvasport)
- Gabriele Detti (Team Lombardia MGM)
- Alex Di Giorgio (CC Aniene)
- Mirko Di Tora (Fiamme Oro/NC Azzurra 91)
- Luca Angelo Dioli (Forestale Geas Nuoto)
- Luca Dotto (Forestale/Larus Nuoto)
- Paolo Facchinelli (NC Azzurra 91)
- Matteo Furlan (Plain Team Veneto)
- Stefano Iacobone (Team Lombardia MGM)
- Filippo Magnini (Larus Nuoto)
- Matteo Milli (Forum SC)
- Marco Orsi (Fiamme Oro/Uisp Bologna)
- Francesco Pavone (Andrea Doria)
- Mattia Pesce (Forum SC/Fiamme Oro)
- Rocco Potenza (Aurelia Nuoto Unicusano)
- Andrea Rolla (team Lombardia MGM)
- Fabio Scozzoli (Esercito/Imolanuoto)
- Lucio Spadaro (SC Flegreo/Fiamme Oro)
- Federico Turrini (Esercito/Nuoto Livorno)

Vrouwen
- Arianna Barbieri (NC Azzurra 91)
- Ilaria Bianchi (Fiamme Azzurre/Azzurra ’91)
- Chiara Boggiatto (Esercito/Nuoto Livorno)
- Erika Buratto (Team Lombardia MGM)
- Martina Rita Caramignoli (Aurelia Unicusano)
- Giulia De Ascentis (CC Aniene)
- Martina De Memme (Esercito/Nuoto Livorno)
- Elena Di Liddo (CC Aniene)
- Erika Ferraioli (Esercito/Forum SC)
- Lisa Fissneider (Bolzano Nuoto)
- Roberta Ioppi (Team Lombardia MGM)
- Laura Letrari (Esercito/Bolzano Nuoto)
- Federica Pellegrini (CC Aniene)
- Marussia Pietrocola (Team Lombardia MGM)
- Alessia Polieri (Imolanuoto)

### Nederland
De technisch directeur van de KNZB, Jacco Verhaeren, selecteerde 24 zwemmers voor dit toernooi, tien mannen en veertien vrouwen.
Mannen
- Robin van Aggele
- Jens Bakker
- Dion Dreesens
- Job Kienhuis
- Bastiaan Lijesen
- Mike Marissen
- Arjen van der Meulen
- Joost Reijns
- Roy Smeenge
- Joeri Verlinden

Vrouwen
- Elise Bouwens
- Tessa Brouwer
- Jovanna Koens
- Ilse Kraaijeveld
- Maud van der Meer
- Hinkelien Schreuder
- Judith Stap
- Rieneke Terink
- Kira Toussaint
- Tamara van Vliet
- Esmee Vermeulen
- Lieke Verouden
- Annemarie Worst
- Wendy van der Zanden

## Medailles
Legenda
- WR = Wereldrecord
- ER = Europees record
- CR = Kampioenschapsrecord

### Mannen
| Onderdeel            | Goud                                                             | Goud     | Zilver                                                                   | Zilver   | Brons                                                                        | Brons    |
| -------------------- | ---------------------------------------------------------------- | -------- | ------------------------------------------------------------------------ | -------- | ---------------------------------------------------------------------------- | -------- |
| Vrije slag           |                                                                  |          |                                                                          |          |                                                                              |          |
| 50 m                 | Konrad Czerniak Polen                                            | 20,88    | Sergej Fesikov Rusland                                                   | 20,95    | Marco Orsi Italië                                                            | 21,01    |
| 100 m                | Sergej Fesikov Rusland                                           | 46,56    | Luca Dotto Italië                                                        | 46,89    | Krisztián Takács Hongarije                                                   | 47,46    |
| 200 m                | Paul Biedermann Duitsland                                        | 1.42,92  | Filippo Magnini Italië                                                   | 1.43,20  | László Cseh Hongarije                                                        | 1.43,71  |
| 400 m                | Paul Biedermann Duitsland                                        | 3.38,65  | Mads Glæsner Denemarken                                                  | 3.39,30  | Paweł Korzeniowski Polen                                                     | 3.40,54  |
| 1500 m               | Mateusz Sawrymowicz Polen                                        | 14.29,81 | Mads Glæsner Denemarken                                                  | 14.29,88 | Sergij Frolov Oekraïne                                                       | 14.35,22 |
| Rugslag              |                                                                  |          |                                                                          |          |                                                                              |          |
| 50 m                 | Aschwin Wildeboer Spanje                                         | 23,43    | Flori Lang Zwitserland                                                   | 23,57    | Pavel Sankovitsj Wit-Rusland                                                 | 23,64    |
| 100 m                | Radosław Kawęcki Polen                                           | 50,43    | Aschwin Wildeboer Spanje                                                 | 50,61    | Pavel Sankovitsj Wit-Rusland                                                 | 51,14    |
| 200 m                | Radosław Kawęcki Polen                                           | 1.49,15  | Aschwin Wildeboer Spanje                                                 | 1.50,63  | Péter Bernek Hongarije                                                       | 1.51,21  |
| Schoolslag           |                                                                  |          |                                                                          |          |                                                                              |          |
| 50 m                 | Fabio Scozzoli Italië                                            | 26,25    | Damir Dugonjič Slovenië                                                  | 26,34    | Alexander Dale Oen Noorwegen                                                 | 26,49    |
| 100 m                | Alexander Dale Oen Noorwegen                                     | 57,05    | Damir Dugonjič Slovenië                                                  | 57,29    | Fabio Scozzoli Italië                                                        | 57,30    |
| 200 m                | Dániel Gyurta Hongarije                                          | 2.02,37  | Vjatsjeslav Sinkevitsj Rusland                                           | 2.03,61  | Michael Jamieson Verenigd Koninkrijk                                         | 2.03,77  |
| Vlinderslag          |                                                                  |          |                                                                          |          |                                                                              |          |
| 50 m                 | Andrij Hovorov Oekraïne                                          | 22,70    | Amaury Leveaux Frankrijk                                                 | 22,74    | Konrad Czerniak Polen                                                        | 22,77    |
| 100 m                | Konrad Czerniak Polen                                            | 49,62    | Jevgeni Korotysjkin Rusland                                              | 49,88    | François Heersbrandt België                                                  | 50,44    |
| 200 m                | László Cseh Hongarije                                            | 1.50,87  | Nikolaj Skvortsov Rusland                                                | 1.51,21  | Joe Roebuck Verenigd Koninkrijk                                              | 1.51,62  |
| Wisselslag           |                                                                  |          |                                                                          |          |                                                                              |          |
| 100 m                | Peter Mankoč Slovenië                                            | 52,70    | Markus Deibler Duitsland                                                 | 53,04    | Martti Aljand Estland                                                        | 53,37    |
| 200 m                | László Cseh Hongarije                                            | 1.53,43  | Markus Rogan Oostenrijk                                                  | 1.53,63  | Gal Nevo Israël                                                              | 1.54,87  |
| 400 m                | László Cseh Hongarije                                            | 4.01,68  | Dávid Verrasztó Hongarije                                                | 4.03,03  | Gal Nevo Israël                                                              | 4.04,49  |
| Vrije slag estafette |                                                                  |          |                                                                          |          |                                                                              |          |
| 4×50 m               | Italië Luca Dotto Marco Orsi Federico Bocchia Andrea Rolla       | 1.24,82  | Rusland Sergej Fesikov Jevgeni Lagoenov Andrej Gretsjin Nikita Konovalov | 1.25,11  | België François Heersbrandt Emmanuel Vanluchene Louis Croenen Jasper Aerents | 1.25,83  |
| Wisselslagestafette  |                                                                  |          |                                                                          |          |                                                                              |          |
| 4×50 m               | Italië Mirco Di Tora Fabio Scozzoli Paolo Facchinelli Marco Orsi | 1.33,18  | Rusland Vitali Borisov Sergej Gejbel Jevgeni Korotysjkin Sergej Fesikov  | 1.33,86  | Duitsland Christian Diener Erik Steinhagen Steffen Deibler Stefan Herbst     | 1.34,41  |

### Vrouwen
| Onderdeel            | Goud                                                                         | Goud       | Zilver                                                                           | Zilver  | Brons                                                                  | Brons   |
| -------------------- | ---------------------------------------------------------------------------- | ---------- | -------------------------------------------------------------------------------- | ------- | ---------------------------------------------------------------------- | ------- |
| Vrije slag           |                                                                              |            |                                                                                  |         |                                                                        |         |
| 50 m                 | Britta Steffen Duitsland                                                     | 24,01      | Jeanette Ottesen Denemarken                                                      | 24,11   | Triin Aljand Estland                                                   | 24,23   |
| 100 m                | Britta Steffen Duitsland                                                     | 51,94      | Jeanette Ottesen Denemarken                                                      | 52,05   | Amy Smith Verenigd Koninkrijk                                          | 52,77   |
| 200 m                | Silke Lippok Duitsland                                                       | 1.54,08    | Melanie Costa Spanje                                                             | 1.54,31 | Evelyn Verrasztó Hongarije                                             | 1.54,51 |
| 400 m                | Mireia Belmonte Spanje                                                       | 3.56,39    | Lotte Friis Denemarken                                                           | 3.58,02 | Melanie Costa Spanje                                                   | 4.00,30 |
| 800 m                | Lotte Friis Denemarken                                                       | 8.07,53    | Erika Villaécija Spanje                                                          | 8.12,23 | Melanie Costa Spanje                                                   | 8.16,28 |
| Rugslag              |                                                                              |            |                                                                                  |         |                                                                        |         |
| 50 m                 | Anastasia Zoejeva Rusland                                                    | 26,23      | Georgia Davies Verenigd Koninkrijk                                               | 26,93   | Simona Baumrtová Tsjechië                                              | 26,94   |
| 100 m                | Daryna Zevina Oekraïne                                                       | 56,96      | Anastasia Zoejeva Rusland                                                        | 57,12   | Mie Nielsen Denemarken                                                 | 57,57   |
| 200 m                | Daryna Zevina Oekraïne                                                       | 2.02,25 CR | Duane da Rocha Spanje                                                            | 2.03,32 | Melanie Nocher Ierland                                                 | 2.04,29 |
| Schoolslag           |                                                                              |            |                                                                                  |         |                                                                        |         |
| 50 m                 | Valentina Artemjeva Rusland                                                  | 30,06      | Dorothea Brandt Duitsland                                                        | 30,17   | Darja Dejeva Rusland                                                   | 30,63   |
| 100 m                | Valentina Artemjeva Rusland                                                  | 1.05,19    | Rikke Møller Pedersen Denemarken                                                 | 1.05,23 | Darja Dejeva Rusland                                                   | 1.05,83 |
| 200 m                | Rikke Møller Pedersen Denemarken                                             | 2.19,55    | Anastasija Tsjaoen Rusland                                                       | 2.20,84 | Fanny Lecluyse België                                                  | 2.21,14 |
| Vlinderslag          |                                                                              |            |                                                                                  |         |                                                                        |         |
| 50 m                 | Jeanette Ottesen Denemarken                                                  | 24,92 CR   | Triin Aljand Estland                                                             | 25,51   | Svetlana Chachlova Wit-Rusland                                         | 25,96   |
| 100 m                | Jeanette Ottesen Denemarken                                                  | 56,22      | Jemma Lowe Verenigd Koninkrijk                                                   | 56,29   | Ilaria Bianchi Italië                                                  | 57,42   |
| 200 m                | Mireia Belmonte Spanje                                                       | 2.03,37    | Jemma Lowe Verenigd Koninkrijk                                                   | 2.04,04 | Jessica Dickons Verenigd Koninkrijk                                    | 2.04,80 |
| Wisselslag           |                                                                              |            |                                                                                  |         |                                                                        |         |
| 100 m                | Theresa Michalak Duitsland                                                   | 59,05      | Zsuzsanna Jakabos Hongarije                                                      | 59,72   | Mie Nielsen Denemarken                                                 | 1.00,10 |
| 200 m                | Mireia Belmonte Spanje                                                       | 2.07,06    | Evelyn Verrasztó Hongarije                                                       | 2.08,28 | Hannah Miley Verenigd Koninkrijk                                       | 2.08,34 |
| 400 m                | Mireia Belmonte Spanje                                                       | 4.24,55 CR | Hannah Miley Verenigd Koninkrijk                                                 | 4.26,06 | Zsuzsanna Jakabos Hongarije                                            | 4.27,86 |
| Vrije slag estafette |                                                                              |            |                                                                                  |         |                                                                        |         |
| 4×50 m               | Duitsland Britta Steffen Dorothea Brandt Paulina Schmiedel Daniela Schreiber | 1.37,29    | Denemarken Mie Nielsen Pernille Blume Katrine Holm Sørensen Jeanette Ottesen     | 1.37,63 | Italië Erika Ferraioli Erica Buratto Federica Pellegrini Laura Letrari | 1.38,12 |
| Wisselslagestafette  |                                                                              |            |                                                                                  |         |                                                                        |         |
| 4×50 m               | Denemarken Mie Nielsen Rikke Møller Pedersen Jeanette Ottesen Pernille Blume | 1.46,48    | Rusland Anastasia Zoejeva Valentina Artemjeva Irina Bespalova Margrita Nesterova | 1.47,08 | Polen Aleksandra Urbańczyk Ewa Ścieszko Anna Dowgiert Katarzyna Wilk   | 1.48,70 |

## Medailleklassement
| Plaats | Land                | Goud | Zilver | Brons | Totaal |
| 1      | Duitsland           | 7    | 2      | 1     | 10     |
| 2      | Denemarken          | 5    | 7      | 2     | 14     |
| 3      | Spanje              | 5    | 5      | 2     | 12     |
| 4      | Polen               | 5    | 0      | 3     | 8      |
| 5      | Rusland             | 4    | 9      | 2     | 15     |
| 6      | Hongarije           | 4    | 3      | 5     | 12     |
| 7      | Italië              | 3    | 2      | 4     | 9      |
| 8      | Oekraïne            | 3    | 0      | 1     | 4      |
| 9      | Slovenië            | 1    | 2      | 0     | 3      |
| 10     | Noorwegen           | 1    | 0      | 1     | 2      |
| 11     | Verenigd Koninkrijk | 0    | 4      | 5     | 9      |
| 12     | Estland             | 0    | 1      | 2     | 3      |
| 13     | Oostenrijk          | 0    | 1      | 0     | 1      |
| 13     | Zwitserland         | 0    | 1      | 0     | 1      |
| 13     | Frankrijk           | 0    | 1      | 0     | 1      |
| 16     | België              | 0    | 0      | 3     | 3      |
| 16     | Wit-Rusland         | 0    | 0      | 3     | 3      |
| 18     | Israël              | 0    | 0      | 2     | 2      |
| 19     | Tsjechië            | 0    | 0      | 1     | 1      |
| 19     | Ierland             | 0    | 0      | 1     | 1      |
| Totaal | Totaal              | 38   | 38     | 38    | 114    |